# Bénin aux Jeux olympiques
Le Bénin participe aux Jeux olympiques depuis 1972. 

## Histoire
Le Bénin participe à ses premiers Jeux olympiques en 1972 en tant que Dahomey. Le pays n'a jamais participé aux jeux olympiques d'hiver. 

## Bilan général
Le Bénin n'a jamais remporté de médailles olympiques. 

### Par année
| Année | Médaille d'or, Jeux olympiques | Médaille d'argent, Jeux olympiques | Médaille de bronze, Jeux olympiques | Total | Rang | Athlètes |
| 1972  | 0                              | 0                                  | 0                                   | 0     |      | 3        |
| 1980  | 0                              | 0                                  | 0                                   | 0     |      | 18       |
| 1984  | 0                              | 0                                  | 0                                   | 0     |      | 3        |
| 1988  | 0                              | 0                                  | 0                                   | 0     |      | 7        |
| 1992  | 0                              | 0                                  | 0                                   | 0     |      | 6        |
| 1996  | 0                              | 0                                  | 0                                   | 0     |      | 5        |
| 2000  | 0                              | 0                                  | 0                                   | 0     |      | 4        |
| 2004  | 0                              | 0                                  | 0                                   | 0     |      | 4        |
| 2008  | 0                              | 0                                  | 0                                   | 0     |      | 5        |
| 2012  | 0                              | 0                                  | 0                                   | 0     |      | 5        |
| 2016  | 0                              | 0                                  | 0                                   | 0     |      | 6        |
| Total | 0                              | 0                                  | 0                                   | 0     |      | 66       |

## Porte-drapeau béninois
Les Jeux olympiques de 1920 sont marqués par la première apparition du drapeau olympique et par le premier serment olympique.
Liste des porte-drapeau béninois conduisant la délégation béninoise lors des cérémonies d'ouverture des Jeux olympiques d'été :
| Jeux             | Porte-drapeau                  | Sport           |
| ---------------- | ------------------------------ | --------------- |
| Munich 1972      |                                |                 |
| Moscou 1980      |                                |                 |
| Los Angeles 1984 | Firmin Abissi                  | Boxe            |
| Séoul 1988       | Félicite Bada                  | Athlétisme      |
| Barcelone 1992   | Sonya Agbéssi                  | Athlétisme      |
| Atlanta 1996     | Laure Kuetey                   | Athlétisme      |
| Sydney 2000      | Laure Kuetey                   | Athlétisme      |
| Athènes 2004     | Fabienne Feraez                | Athlétisme      |
| Pékin 2008       | Fabienne Feraez                | Athlétisme      |
| Londres 2012     | Jacob Gnahoui                  | Judo            |
| Rio 2016         | Yémi Apithy                    | Escrime         |
| Tokyo 2020       | Nafissath Radji Privel Hinkati | Natation Aviron |